# Johnny Grandert
Johnny Grandert, född 11 juli 1939 i Stockholm, död den 20 april 2019 i Norrtälje, var en svensk tonsättare, musiker och bildkonstnär. 
Hans Symfoni nr 5 och Stråkkvartett nr 4 finns inspelad på en CD från 1998 med Sveriges Radios symfoniorkester och Vilniuskvartetten.

## Biografi
Grandert studerade vid Kungliga Musikhögskolan i Stockholm från 1959 och fortsatte efter examen 1963 sina studier i Tyskland, Italien och USA. År 1973 blev han rektor för kommunala musikskolan i Norrtälje och från 1986 stadens musikaliska ledare. Under ett flertal år var han dirigent för amatörorkestern Norrtälje Musiksällskap.
Som tonsättare var han i huvudsak autodidakt och de större verken är skrivna i atonal form. Han valdes in som medlem i Föreningen svenska tonsättare 1967.

## Priser och utmärkelser
- 1976 – Mindre Christ Johnson-priset för Symfoni nr 4

## Filmmusik
- 1968 – En dåres dagbok